# ماسيدي (أورينسي)
بلدية ماسيدي (بالإسبانية: Maside) هي بلدية تقع في مقاطعة أورينسي التابعة لمنطقة غاليسيا شمال غرب إسبانيا.

## الديموغرافيا
بلغ عدد سكان بلدية ماسيدي 3.058 نسمة عام 2011 (وفقاً للمعهد الوطني للإحصاء الإسباني).
| 3.473 | 3.345 | 3.206 | 3.077 | 3.056 | 3.096 | 3.058 |